# Lucy Bartholomew
Pour les articles homonymes, voir Bartholomew.
Lucinda Bartholomew, dite Lucy Bartholomew, est une athlète australienne née le 20 mai 1996. Spécialiste de l'ultra-trail, elle a notamment remporté l'Ultra-Trail Australia et l'Ultra-trail Cape Town en 2017.

## Résultats
| no  | masculin           | Course                       | Longueur | Départ          | Temps            |
| --- | ------------------ | ---------------------------- | -------- | --------------- | ---------------- |
| 20e | Médaille d'or      | Ultra-Trail Australia        | 100 km   | 20 mai 2017     | 10 h 52 min 35 s |
| 15e | Médaille d'argent  | Marathon du Mont-Blanc       | 80 km    | 23 juin 2017    | 13 h 23 min 12 s |
| 11e | Médaille d'or      | Ultra-trail Cape Town        | 100 km   | 2 décembre 2017 | 11 h 21 min 49 s |
| 20e | Médaille de bronze | Western States Endurance Run | 100 mi   | 23 juin 2018    | 18 h 59 min 45 s |
| 9e  | Médaille d'or      | Tarawera Ultramarathon Miler | 165,2 km | 11 février 2023 | 17 h 13 min 27 s |
| 29e | Médaille d'argent  | Ultra-Trail Australia        | 100 km   | 13 mai 2023     | 11 h 52 min 41 s |
| 16e | Médaille d'argent  | Ultra-Trail Australia        | 100 km   | 18 mai 2024     | 11 h 0 min 34 s  |